# Vårgårda (gemeente)
Vårgårda is een Zweedse gemeente in de provincie Västra Götalands län. Ze heeft een totale oppervlakte van 443,5 km² en telde 10.680 inwoners in 2004.

## Plaatsen
- Vårgårda (plaats)
- Östadkulle
- Gisslatorp (deel van) en Brotorp (deel van)
- Fly (Vårgårda)
- Bergstena